# ヴォレロ・チューリッヒ
ヴォレロ・チューリヒ (Voléro Zürich) は、スイスのチューリヒを本拠地とする女子バレーボールクラブ。

## 来歴
2018年、フランスリーグのLe Cannet VBと合併しヴォレロ・ル・カネとしてフランスリーグで活動、ヴォレロ・チューリッヒはスイス3部リーグから再スタートし、2022年、ナショナルリーグA復帰を果たした。

## 主な成績
スイス・ナショナルリーグ
- 優勝 : 2005,2006,2007,2008,2010,2011,2012

スイス・カップ
- 優勝 : 2005,2006,2007,2008,2010,2011,2012

## 所属選手
2012-2013年シーズン
| 背番号 | 名前                         | ポジション | 身長 (m) |
| 1      | ラウラ・ウンターネーハー     | WS         | 1.77     |
| 2      | クリステル・マーバッハ       | S          | 1.81     |
| 3      | ナージャ・ニンコヴィッチ     | MB         | 1.93     |
| 7      | アレッシア・フューメディニジ | L          | 1.72     |
| 8      | パトリチア・シャウス         | MB         | 1.88     |
| 9      | マリヤ・ヴォイテンコ         | WS         | 1.92     |
| 10     | ニーナ・ロシッチ             | L          | 1.72     |
| 11     | ケイティ・カーター           | OP         | 1.87     |
| 12     | ナンシー・カリーヨ           | OP/MB      | 1.90     |
| 13     | イネス・グランヴォルカ       | WS         | 1.79     |
| 14     | カルラ・クラリツ             | WS         | 1.88     |
| 15     | エフゲーニャ・コジューホワ   | WS         | 1.92     |
| 17     | 橋本直子                     | S          | 1.72     |
| 18     | ネーカ・オンイェジェクウェ   | MB         | 1.88     |

## 歴代所属選手
- ナターシャ・クルスマノビッチ(2004-2008年)
- スラジャナ・エリッチ (2005-2008年)
- ヤスナ・マイストロビッチ (2005-2006年)
- ミラ・ゴルボビッチ (2006-2007年)
- マリーナ・ヴヨヴィッチ (2006-2008年)
- サーニャ・トマセビッチ (2007-2008年)
- アーニャ・スパソイエビッチ (2007-2008年)
- イヴァナ・ジェリシロ (2007-2008年)
- アナ・アントニエビッチ (2007-2008年)
- ヨバナ・ベーソビッチ (2009-2010年)
- マルタ・ドゥルパ（2009-2010年）
- ブランキツァ・ミハイロビッチ (2009-2011年)
- アレクサンドラ・ペトロビッチ (2009-2012年)
- ティヤナ・マレセビッチ (2010-2012年)
- ボヤナ・ジブコビッチ (2011-2012年)
- エフゲーニャ・エステス (2005-2006年)
- オルガ・サジナ (2010-2012年)
- オクサナ・パルホメンコ（2006-2007年）
- ナタリヤ・マーマドワ (2007-2008年)
- イェレナ・パブロワ (2007-2008年)
- オルガ・トツコ (2007-2008年)
- ロビン・オーモーサントス (2005-2006年)
- ローガン・トム (2005-2006年)
- テリーズ・クロフォード（2009-2010年）
- マリナ・カティッチ（2006-2007年）
- アナ・グルバッチ（2009-2011年）
- エレーヌ・ルソー（2009-2011年）